# Карін Сьодер
Карін Анн-Марія Седер (швед. Karin Ann-Marie Söder, 30 листопада 1928 — 19 січня 2015) — шведська політична діячка. Очолювала Партію центру з 1985 по 1987 рр. Одна з перших жінок-міністрів закордонних справ у світі.

## Життєпис
Карін Сьодер народилася 30 листопада 1928 року в Фрюкерюді муніципалітет Кіль, Вермланд. Закінчила середню школу в Гетеборзі, працювала шкільною викладачкою у Вермланді і Тебю, де з 1963 по 1971 рік була членкинею місцевої ради. Голова Регіональної ради Стокгольму з 1969 по 1973 рік. Померла 18 грудня 2015 року в Тебю.

## Політична кар'єра
З 1971 по 1991 рік була шведською парламентаркою. У тому ж році призначена членкинею парламенту і другою заступницею лідера Партії центру. У 1976 році Швеція отримала правоцентристський уряд на чолі з прем'єр-міністром Партії Центру Турб'єрном Фелльдіном. Сьодер була призначена міністеркою закордонних справ, ставши першою жінкою, яка коли-небудь займала цей пост в Швеції. У 1978 році Седер пішла з уряду через конфлікт з приводу ядерної енергетики. На посаді її змінив голова партії лібералів Ганс Блікс. У 1979 році Партія Центру возз'єдналася з коаліцією. Сьодер повернулася в кабінет на посаду міністерки охорони здоров'я і соціальних справ. У тому ж році була призначена лідеркою партії. Займала пост міністерки охорони здоров'я і соціальних справ, поки Партія центру не поступилася соціал-демократам на виборах 1982 року.
У 1985 році Турб'єрн Фелльдін після невдалих виборів пішов у відставку. Сьодер мала на той час високий статус у партії, що зробило Партію центру найбільшою партією в Швеції.. У 1987 році за станом здоров'я покинула партійне керівництво. На посаді лідера партії її змінив Улоф Йоханссон.
За роки роботи в політиці займала пост голови організації «Save the Children Sweden» в 1983 — 1995 року і президента Північної ради 1984 — 1985 і 1989  — 1990 роках. Була членкинею ради директорів компаній Skandia і Wermlandsbanken, і входила до складу ради Королівського технологічного інституту.
Попри її досягнення в політиці і політичну спадщину, Сьодер найбільш відома серед шведів завдяки реформі 1980 року, в результаті якої магазини Systembolaget, національної монополії роздрібної торгівлі алкогольними напоями, перестали працювати по суботах.

## Особисте життя
Карін Сьодер була одружена з колишнім генеральним директором Гуннаром Сьодером. Її дочка Анніка Сьодер, секретарка кабінету міністрів закордонних справ 2014 — 2019 рр. при прем'єр-міністрі Стефані Левені.